# Cop a Hawaii
Cop a Hawaii (original: The Big Bounce) és una pel·lícula estatunidenca dirigida per George Armitage, estrenada el 2004 i doblada al català. Es tracta d'un remake de The Big Bounce d'Alex March (1969).

## Argument
Jack Ryan (Owen Wilson) és un lladre ocasional i poc fiable que va fent voltes per la vida. A Hawaii es cuida del jutge Walter Crewes (Morgan Freeman). També es veu relacionat amb una explosiva dona (Sara Foster), que és en realitat l'amant de Ray Ritchie, (Sinise), un magnat i tèrbol home de negocis i vell rival del jutge Crewes. Ryan llavors haurà d'elegir entre la noia, els diners o el camí recte..
El llibre s'havia adaptat abans una vegada amb Ryan O'Neal en el paper d'Owen Wilson.

## Repartiment
- Owen Wilson: Jack Ryan
- Morgan Freeman: Walter Crewes
- Sara Foster: Nancy Hayes
- Charlie Sheen: Bob Rogers, Jr.
- Vinnie Jones: Lou Harris
- Gregory Sporleder: Frank Pizzarro
- Gary Sinise: Ray Ritchie
- Willie Nelson: Joe Lurie
- Terry Ahue: Jimmy Opono
- Pete Johnson: Con Nuuiwa
- Butch Helemano: Mossen hawaià
- Brian L. Keaulana: Barry Salu
- Andrew Wilson: Ned Coleman